# Campanularia integra
Campanularia integra är en nässeldjursart som först beskrevs av William MacGillivray 1842.  Campanularia integra ingår i släktet Campanularia, och familjen Campanulariidae. Arten är reproducerande i Sverige.